# Adonis (cocktail)
Pour les articles homonymes, voir Adonis.
L'Adonis est un cocktail alcoolisé à base de sherry, de vermouth et d'orange bitters (amers).

## Histoire
L'Adonis a été créé au milieu des années 1890 au Waldorf-Astoria de New York. Son nom dérive de la comédie musicale Broadway du même nom de William Gill, dont la première a eu lieu à New York en 1884 et qui a été la première comédie musicale de Broadway à y être jouée plus de 500 fois.
La première mention écrite de la boisson se trouve dans l'ouvrage The Complete Manual of Mixing Drinks de Jacques Straub, paru en 1913,. Bien qu'il existe une mention écrite du cocktail plusieurs décennies auparavant, c'est dans le sens d'une boisson équivalente au Turf Club.

## Préparation et variantes
Le cocktail est préparé avec des parts égales de sherry fino et de vermouth, et deux traits d'orange bitters (amers), que l'on ajoute dans un verre à mélange avec de la glace et que l'on remue. Le cocktail est également connu sous le nom d'Adonis.